# Etu-töölö
Etu-töölö (in svedese Främre Tölö) è un quartiere centrale del distretto Kampinmalmi in Helsinki, Finlandia.

## Monumenti e luoghi d'interesse
Tra gli edifici e monumenti di maggior interesse ivi localizzati si segnalano il palazzo del Parlamento finlandese, la Chiesa nella roccia anche nota come chiesa del tempio (in finlandese Temppeliaukio ovvero Tempelplatsens kyrka in lingua svedese), la Chiesa di Cristo costruita in stile neogotico stilizzato (in lingua svedese Kristuskyrkan), il museo nazionale della Finlandia (Kansallismuseo), la Finlandia House, opera dell'architetto Alvar Aalto, (Finlandia Talo in lingua finlandese, Finlandiahuset in lingua svedese), la ottocentesca Villa Hagasund ora sede del museo cittadino, l'accademia Sibelius, la Music Hall, la Galleria d'arte moderna e contemporanea e la collezione d'arte della fondazione Reitz.

## Società

### Evoluzione demografica
Il quartiere accoglie 13 129 abitanti (censimento 2008) su di una superficie di 1,18 km² (1-1-2008).

## Galleria d'immagini

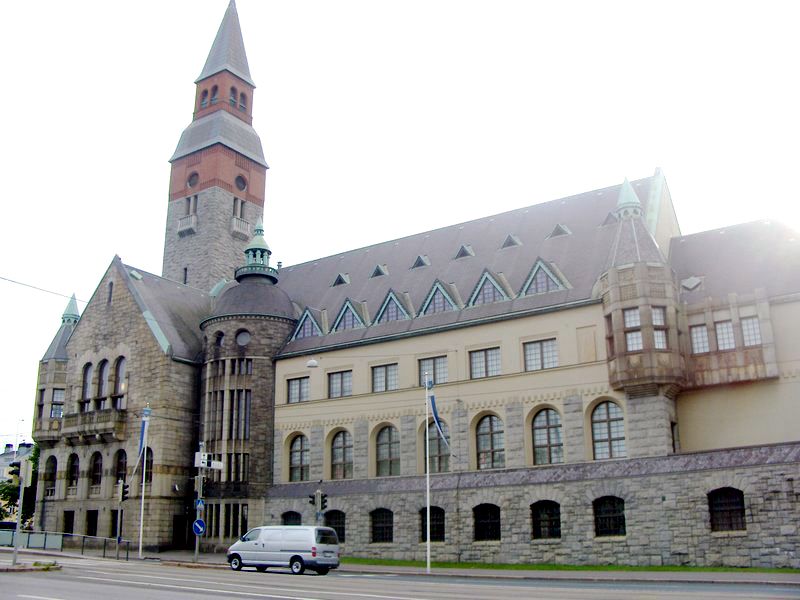
Museo nazionale della Finlandia, Architetti: Herman Gesellius, Armas Lindgren, Eliel Saarinen 1910 (1916).
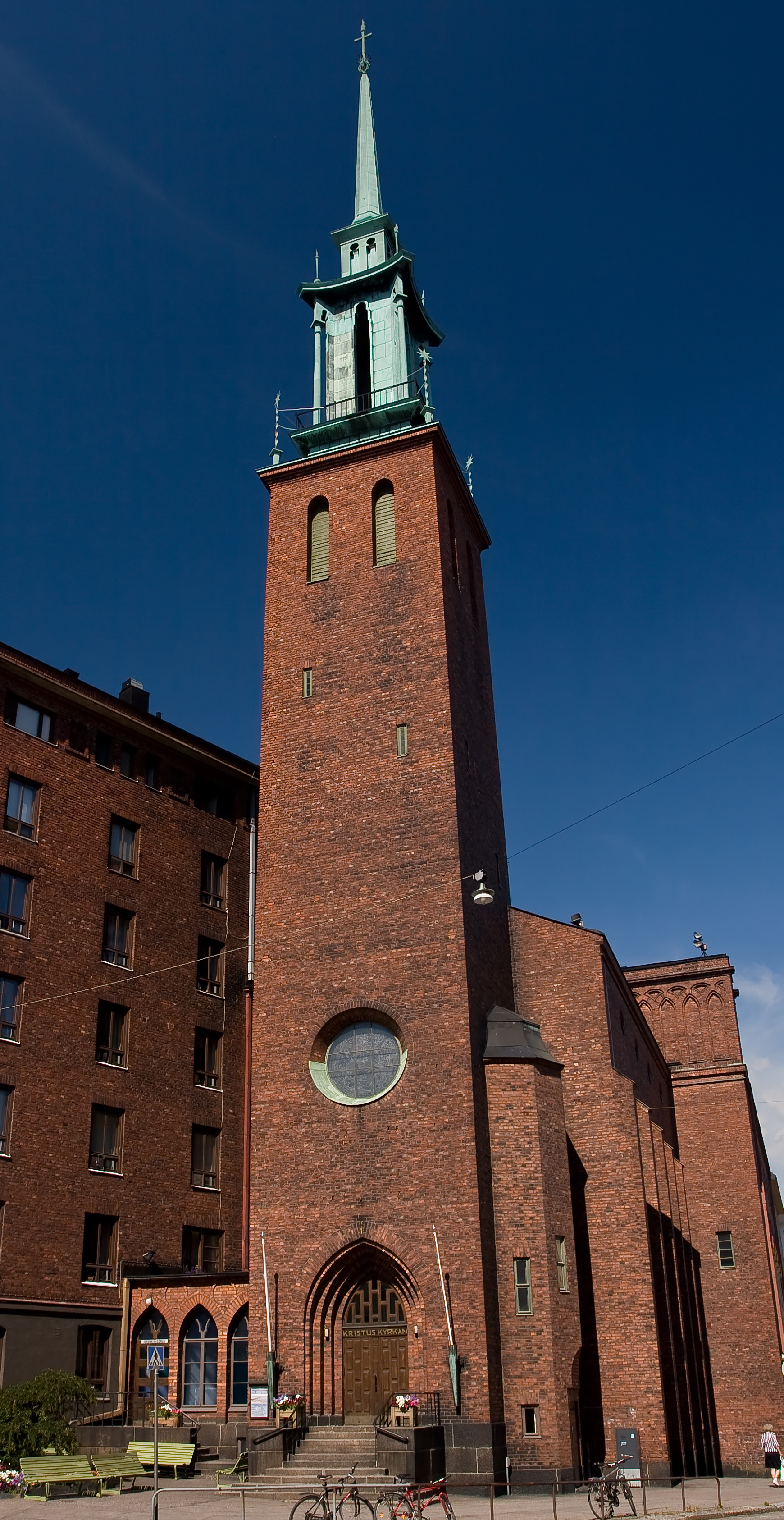
Kristuskyrkan, Stile Neo-gotico stilizzato, Architetto: Atte V.Wilberg (1928).
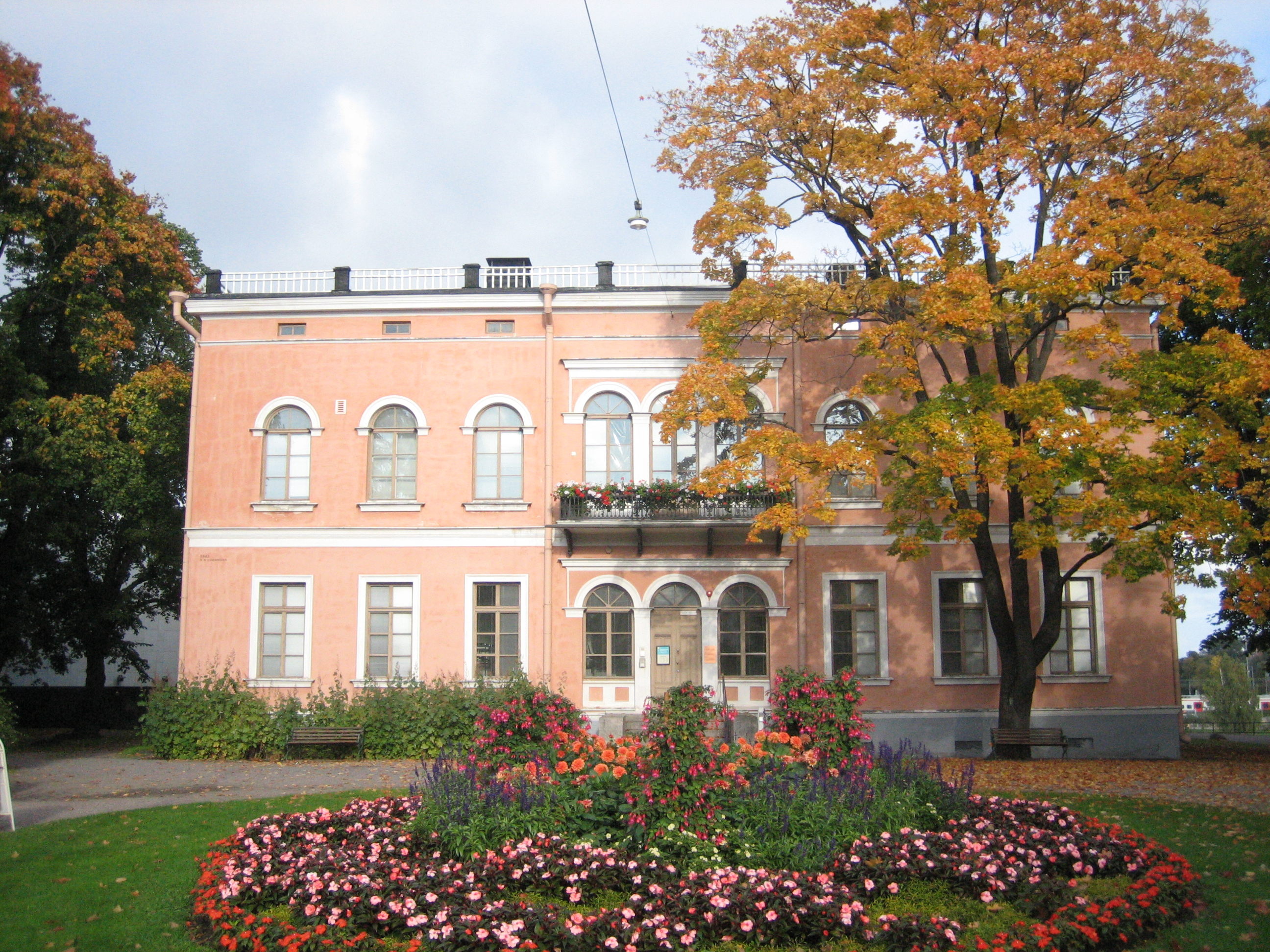
Villa Hagasund, Classicismo del XIX secolo, Architetto Ernst Bernhard Lohrmann (1847)
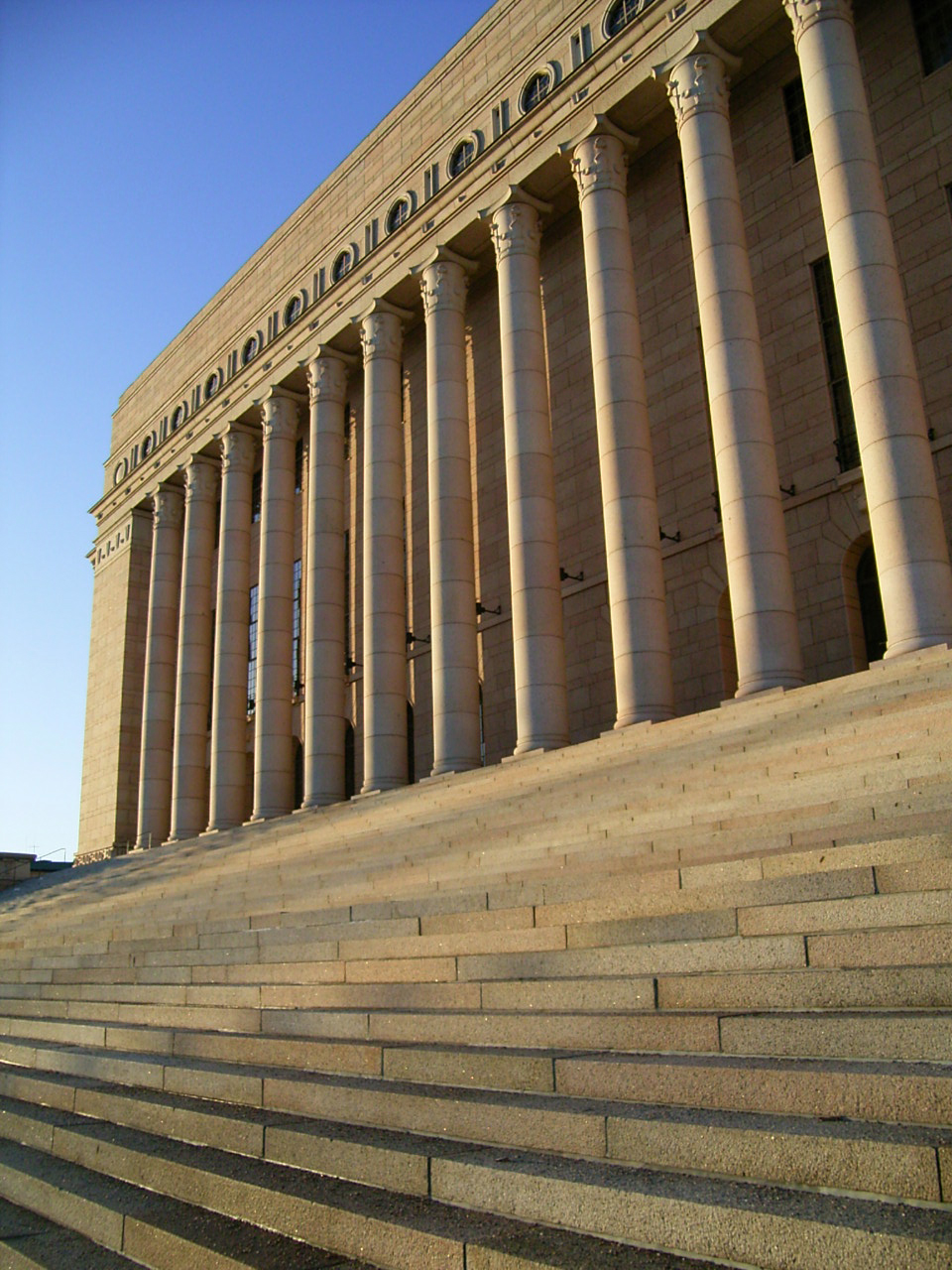
Parlamento finlandese, Architetto J. S. Sirén (1931)
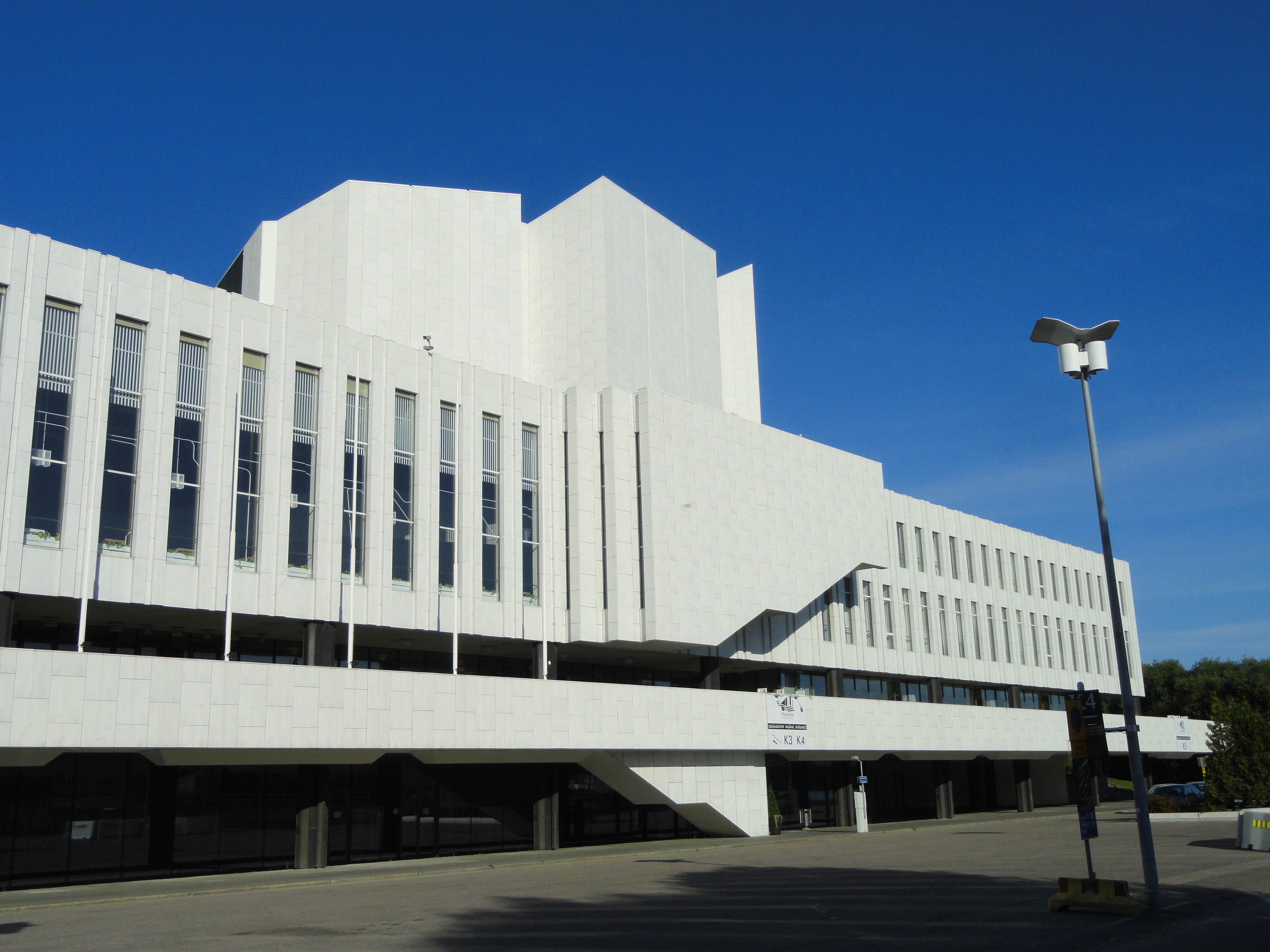
Finlandia House, Architetto: Alvar Aalto
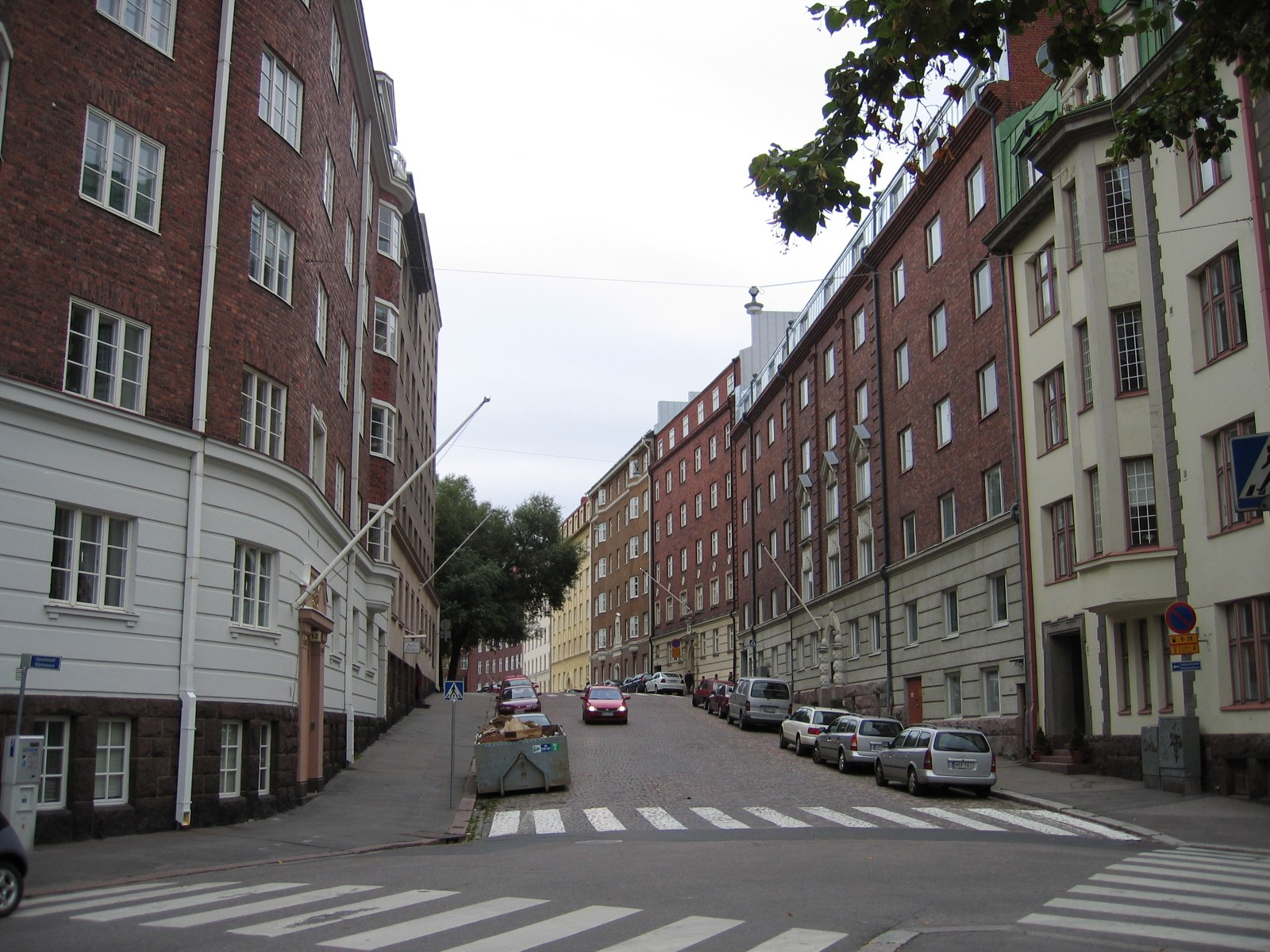
Främre-Tölö (Tempelgatan)
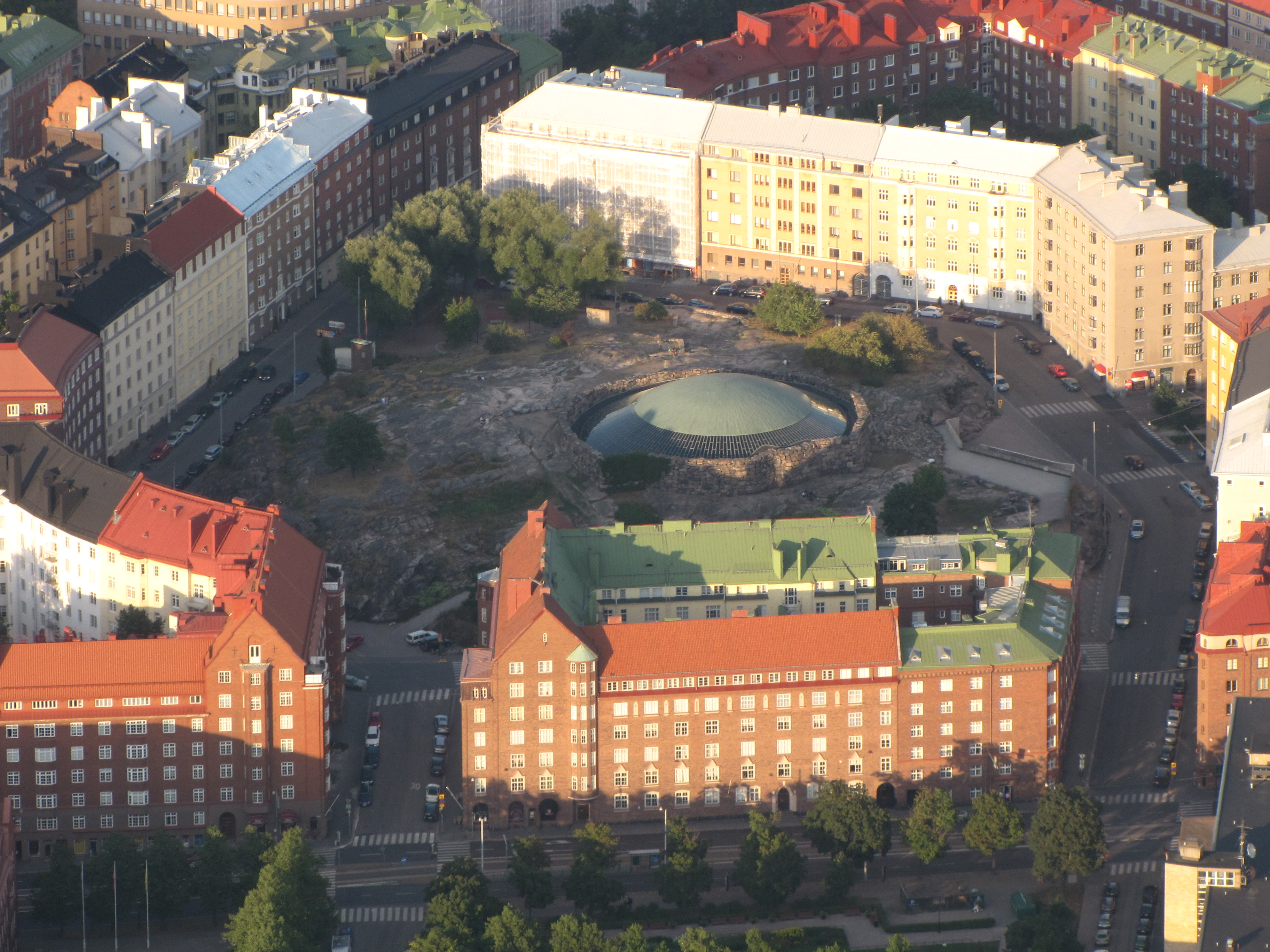
Visione aerea della chiesa della roccia ed edifici circostanti
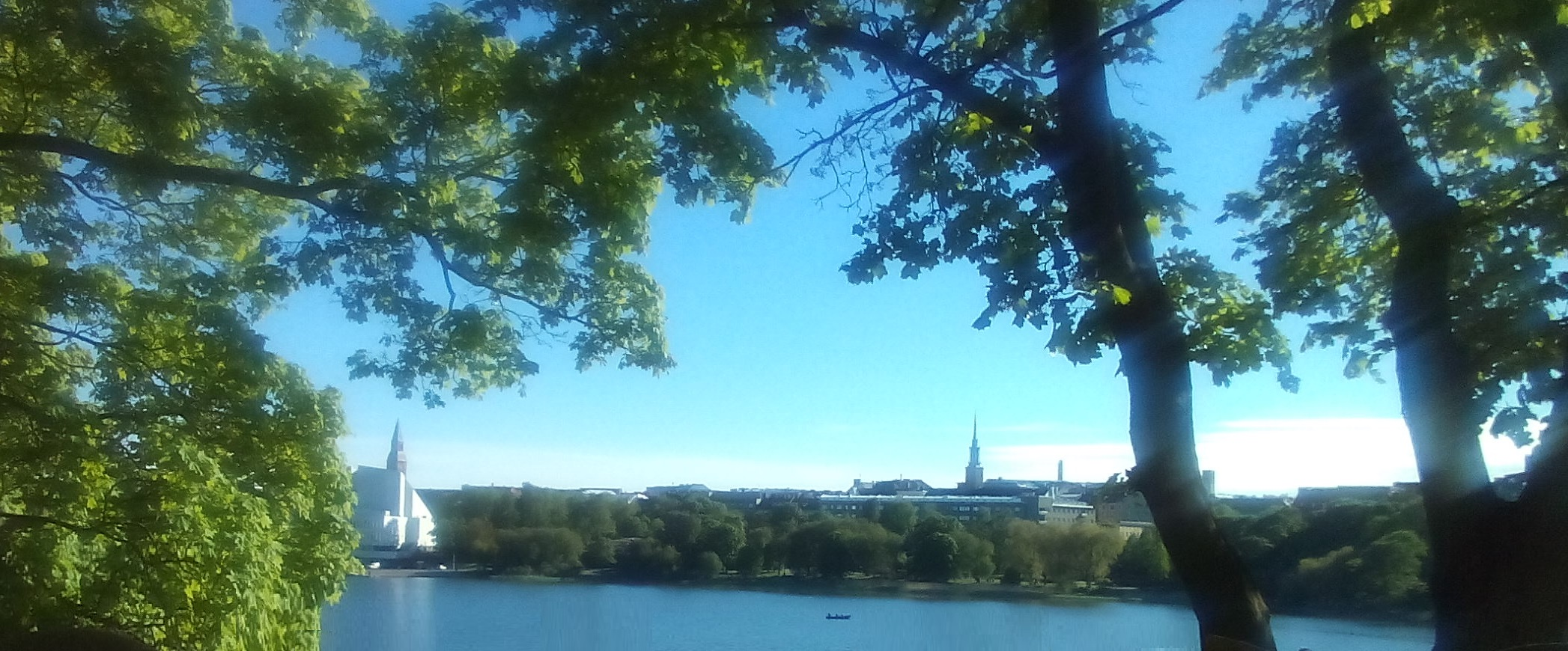
La baia di Töölö.
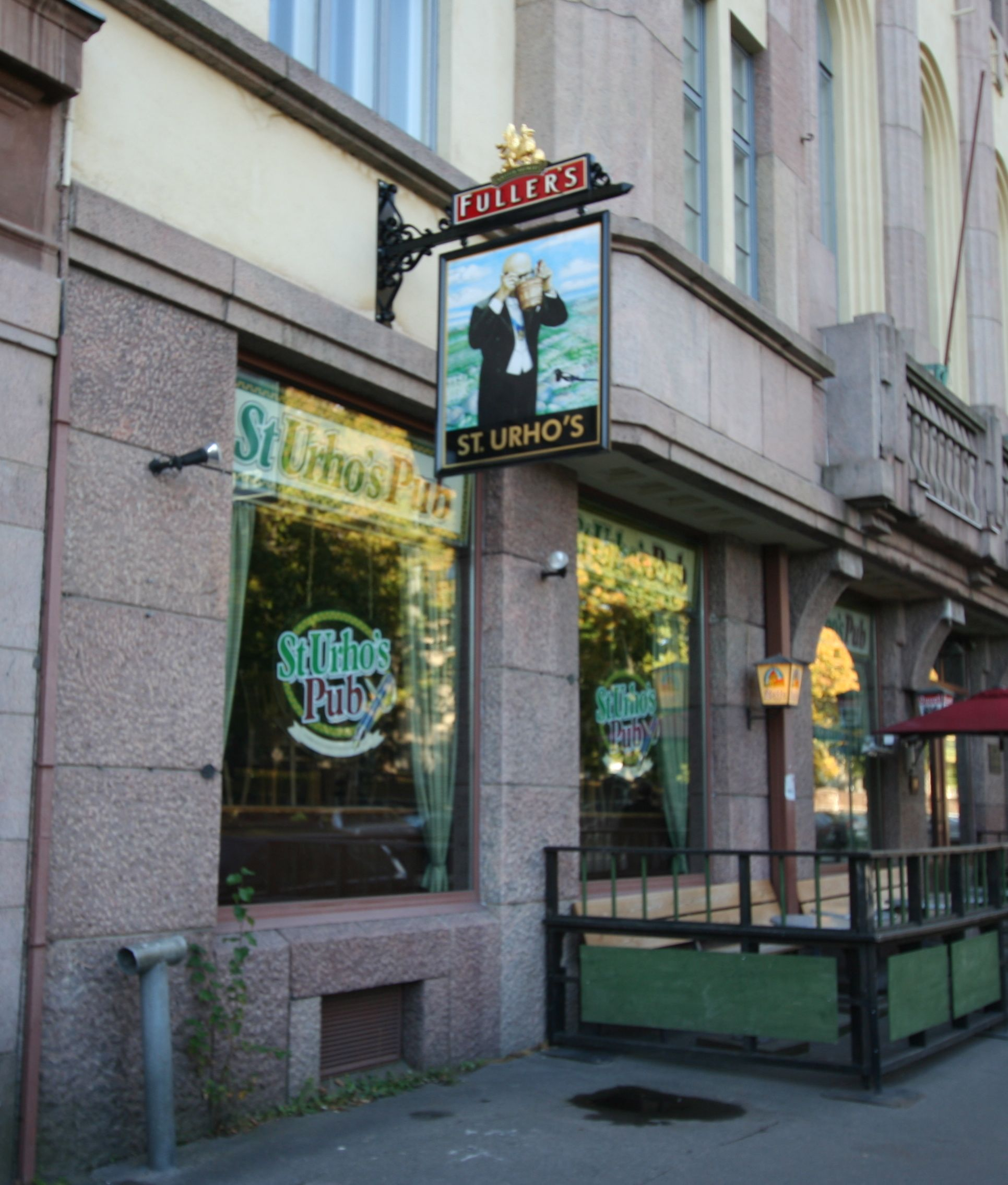
St. Urho's Pub